# Sitalcicus
Sitalcicus – rodzaj kosarzy z podrzędu Laniatores i rodziny Podoctidae. Gatunkiem typowym jest Sitalcinus gardineri.

## Występowanie
Przedstawiciele rodzaju występują na Seszelach i Reunion.

## Systematyka
Opisano dotąd tylko 3 gatunki:
- Sitalcicus gardineri (Hirst, 1911)
- Sitalcicus novemtuberculatus (Simon, 1879)
- Sitalcicus incertus M. Rambla, 1983